# Xie Fangde
Xie Fangde 谢枋得 / 謝枋得 (1226–1289), zi: Junzhi君直, hao: Dieshan 疊山, aus Yiyang (Shangrao), Jiangxi, war ein Literat der Zeit der Südlichen Song-Dynastie. 
Seine Gesammelten Werke (Dieshan xiansheng wenji 叠山先生文集) erschienen im Sibu congkan xubian 四部丛刊续编 (der Fortsetzung der Buchreihe  Sibu congkan), wo eine Ausgabe aus der Zeit der Ming-Dynastie nachgedruckt wurde.
Sein Bi hu zaji 碧湖杂记  erschien in der Sammlung Xuehai leibian  学海类编.